# Anton Flettner

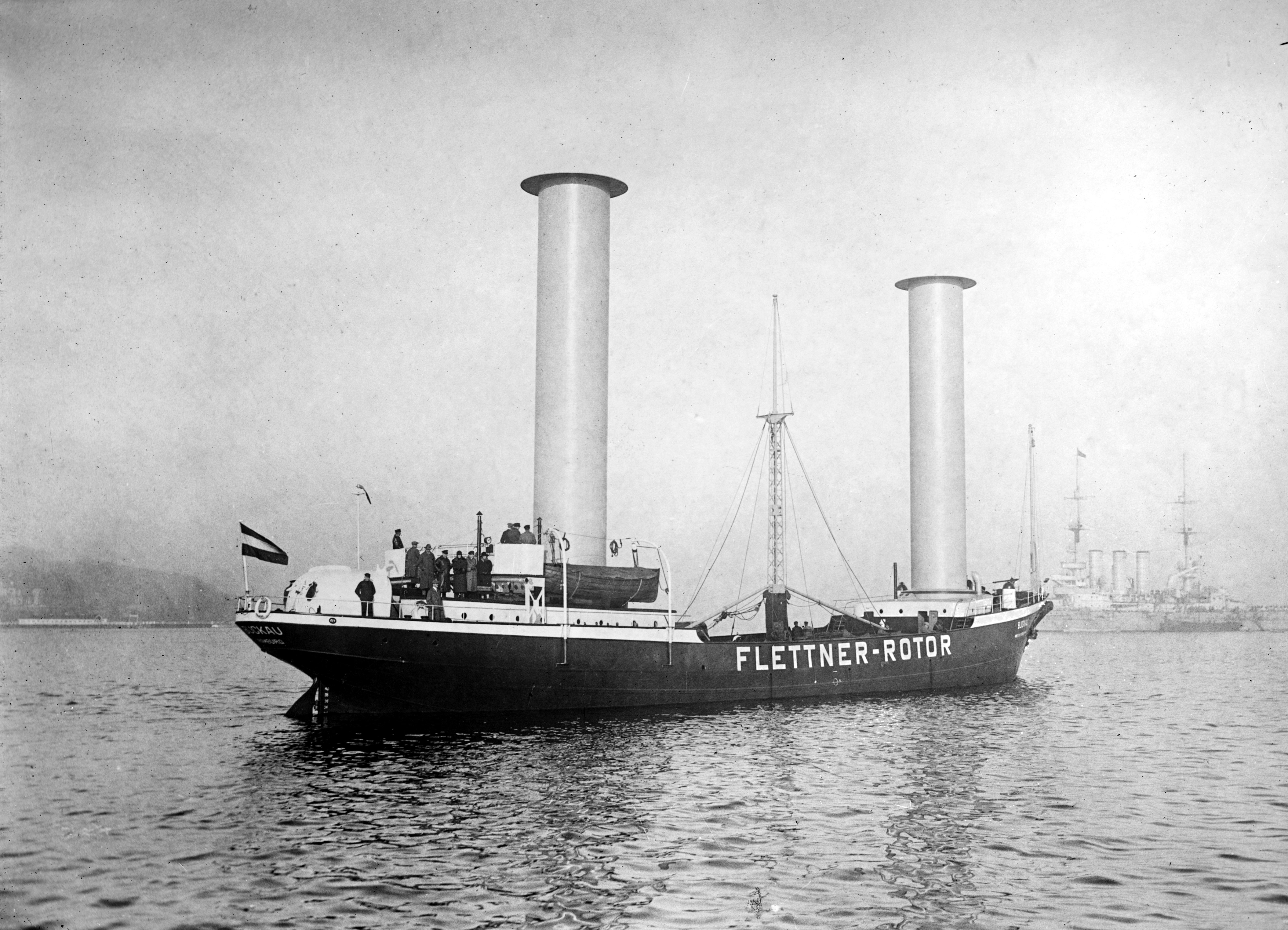
Buckau, det första rotorfartyget (1924)

Anton Flettner, född 1 november 1885 i Eddersheim vid Frankfurt am Main, död 25 december 1961 i New York, var en tysk ingenjör.
Anton Flettner gick på ett romersk-katolskt lärarseminarium 1903-06, var en tid folkskollärare och under första världskriget anställd vid Tyska kejsarrikets flygtrupper. Han började tidigt syssla med uppfinningar och har namngivit ”flettnerrotorn”, eller rotorseglet, som driver fram fartyg med hjälp av vinden som verkar på en rotor. Den framåtdrivande kraften skapas av den så kallade magnuseffekten.
Under andra världskriget arbetade han med att utveckla helikoptertekniken. Bland annat låg han bakom Flettner Fl 282, världens första serietillverkade helikopter.